# Expositio in Apocalypsim
L’Expositio in Apocalypsim (Esposizione sull’apocalisse) è un trattato teologico-filosofico composto da Gioacchino da Fiore con ogni probabilità nell’ultimo decennio del XII secolo. È la seconda opera della “trilogia della Trinità” (della quale fanno parte la Concordia Novi ac Veteris Testamenti e il Psalterium decem chordarum) ed è dedicata alla persona del figlio.

## Contenuti
L’Expositio è ripartita in otto libri, preceduti da un Liber introductorius.
In tutto il corso degli otto libri, l’operazione svolta da Gioacchino è quella di analizzare minuziosamente ciascuno dei versetti dell’Apocalisse di Giovanni, seguendo i dettami dell’intelligentia spiritualis che muove tutto il testo biblico. Inoltre, vengono colti i riferimenti numerologici del testo apocalittico ed è preso in considerazione il significato simbolico e allegorico del numero sette.

### Liber introductorius
Il Liber introductorius riprende i contenuti dell’Enchiridion super Apocalypsim e funge da compendio dell’esegesi gioachimita. Comprende:
- I tre status mundi ai quali corrispondono le tre fasi della rivelazione
- Concordia tra l’Antico e il Nuovo Testamento
- Suddivisione del Nuovo Testamento in due periodi
- La venuta del Magnus Tyrannus al termine del secondo status
- Corrispondenza tra il libro dell’Apocalisse e l’anno liturgico
- Raffronto tra il modello di Giovanni, rappresentante della vita contemplativa, e quello dell’apostolo Pietro, rappresentante della vita activa; supremazia della vita contemplativa su quella activa.